# Marius Nizolius
Marius Nizolius, född 1498, död 1576, var en italiensk filosof.
Nizolius var lärare vid universitetet i Parma, och utgav en utförlig och skarpsinnig kommentar till Cicero, Observationes in M. T. Ciceronem (1536, utvidgad upplaga Thesaurus Ciceronianus 1538). Genom sin utpräglade nominalism kom Nozilius att vända sig mot det gängse skolastiska tänkandet, särskilt i skriften De veris principiis (1553, utgiven av Gottfried Wilhelm von Leibniz under titeln Antibarbarus philosophicus 1671 och 1674).